# Orde de les Palmes Acadèmiques
L'Orde de les Palmes Acadèmiques (ordre des Palmes académiques) és una condecoració francesa instituïda el 4 d'octubre del 1955 pel president René Coty. Substitueix el títol d'Officier d'université (i les seves transformacions, officier de l'instruction publique, officier d'académie), creat el 1808 per Napoleó per a honorar els membres eminents del sistema educatiu públic.

## Història
Quan es va crear el títol original, el 1808, era reservat als membres de la "Université", que eren els professors de lycée o de batxillerat i els professors universitaris. Tenia tres graus:
- el de titular, que es concedia de dret al gran mestre, al canceller, al tresorer i als consellers vitalicis. Deixà d'atorgar-se el 1850.
- el d'officier d'université, a partir de 1850 officier de l'instruction publique, per a consellers ordinaris, inspectors d'universitat, rectors i inspectors d'acadèmia, i professors de facultats. Podia també concedir-se als directors, caps d'estudis i professors de lycée "les plus recommandables par leurs talents et services".
- el d'officiers des académies, a partir de 1837 officiers d'académie, per a directors de "colleges"[3] i per a directors, caps d'estudis i professors de lycée. Podia atorgar-se a directius i professors d'altres institucions educatives basant-se en "services éminents".

Fins a l'any 1866 les Palmes no esdevingueren una medalla. La insígnia brodada va ser reemplaçada per una de metàl·lica (daurada per als "officiers d'université", platejada per als "officiers d'académie") que penjava d'una cinta de moaré, negra inicialment i de color violat després. Al mateix any també es decidí ampliar el ventall de destinataris potencials, i passà a comprendre totes aquelles persones que haguessin contribuït de forma important a la cultura o a l'ensenyament francès, ja fossin nacionals o estrangers. Això comprenia també els artistes que haguessin contribuït a la difusió de l'art o la cultura francesa pel món.

### Reforma de l'any 1955
L'any 1955 s'eliminaren els títols d'oficial, i es creà l'"orde de les Palmes acadèmiques", una distinció a concedir amb tres graus:
- Comandant (commandeur), amb dreta portar la medalla[4] penjant d'una cinta al coll

- Oficial (officier), medalla amb roseta a la cinta, per portar a la dreta del pit

- Cavaller (chevalier), medalla per portar a la dreta del pit

En el present (2013), la decisió d'atorgar la distinció, o d'ascendir de grau un titulat, és comunicada amb un decret del Primer Ministre a proposta del Ministre d'Educació. En el cas que es distingeixi personal propi de l'administració pedagògica de l'estat francès, la notícia es fa pública l'1 de gener. Per a qualsevol altre destinatari, s'anuncia el 14 de juliol, el dia de la festa nacional francesa.

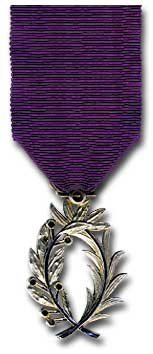
Palmes acadèmiques, grau de cavaller
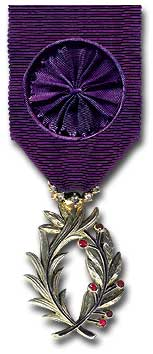
Palmes acadèmiques, grau d'oficial
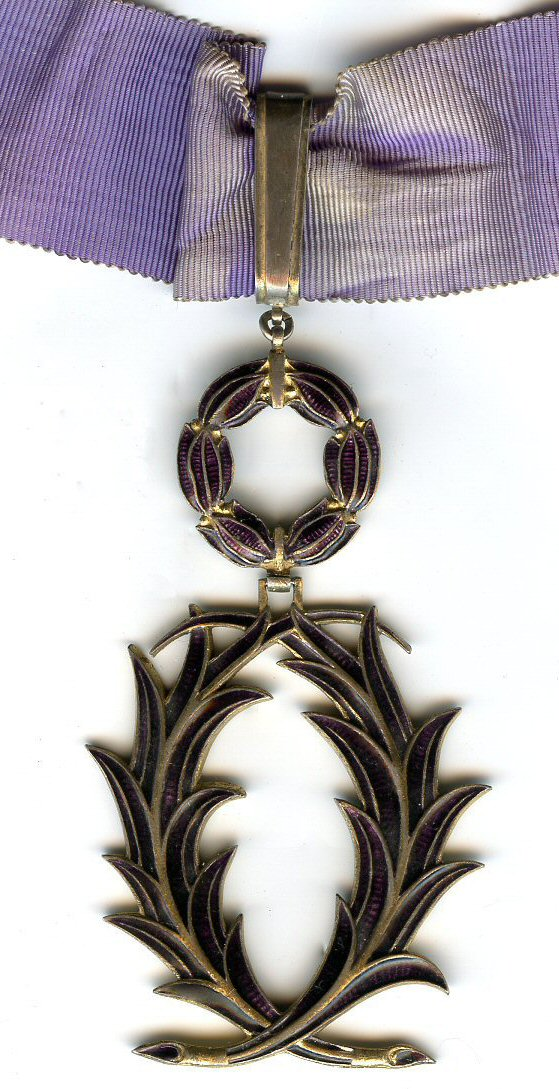
Palmes acadèmiques, grau de comandant
Distintiu del grau de cavaller
Distintiu del grau d'oficial
Distintiu del grau de comandant
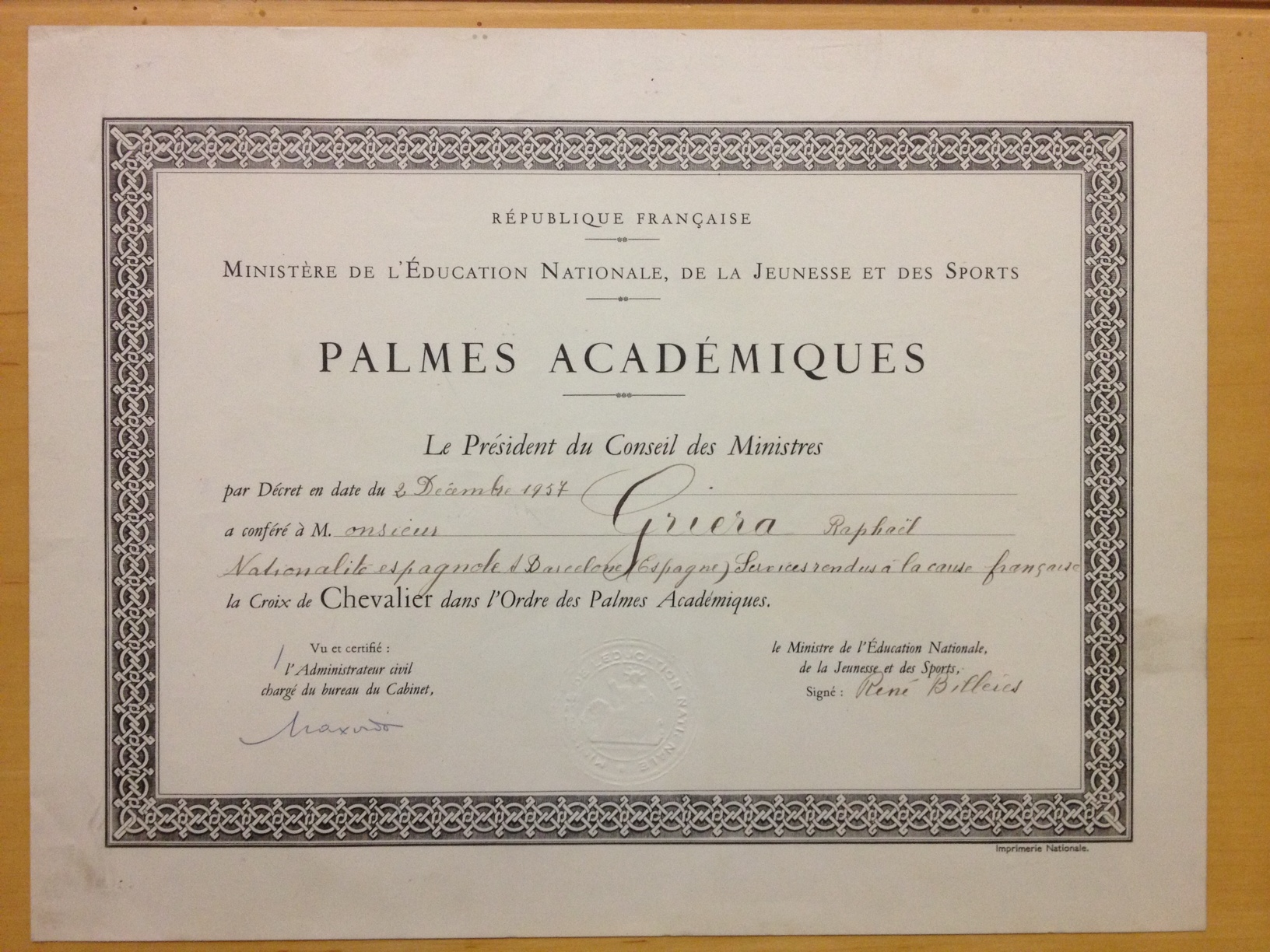
Diploma (1957)
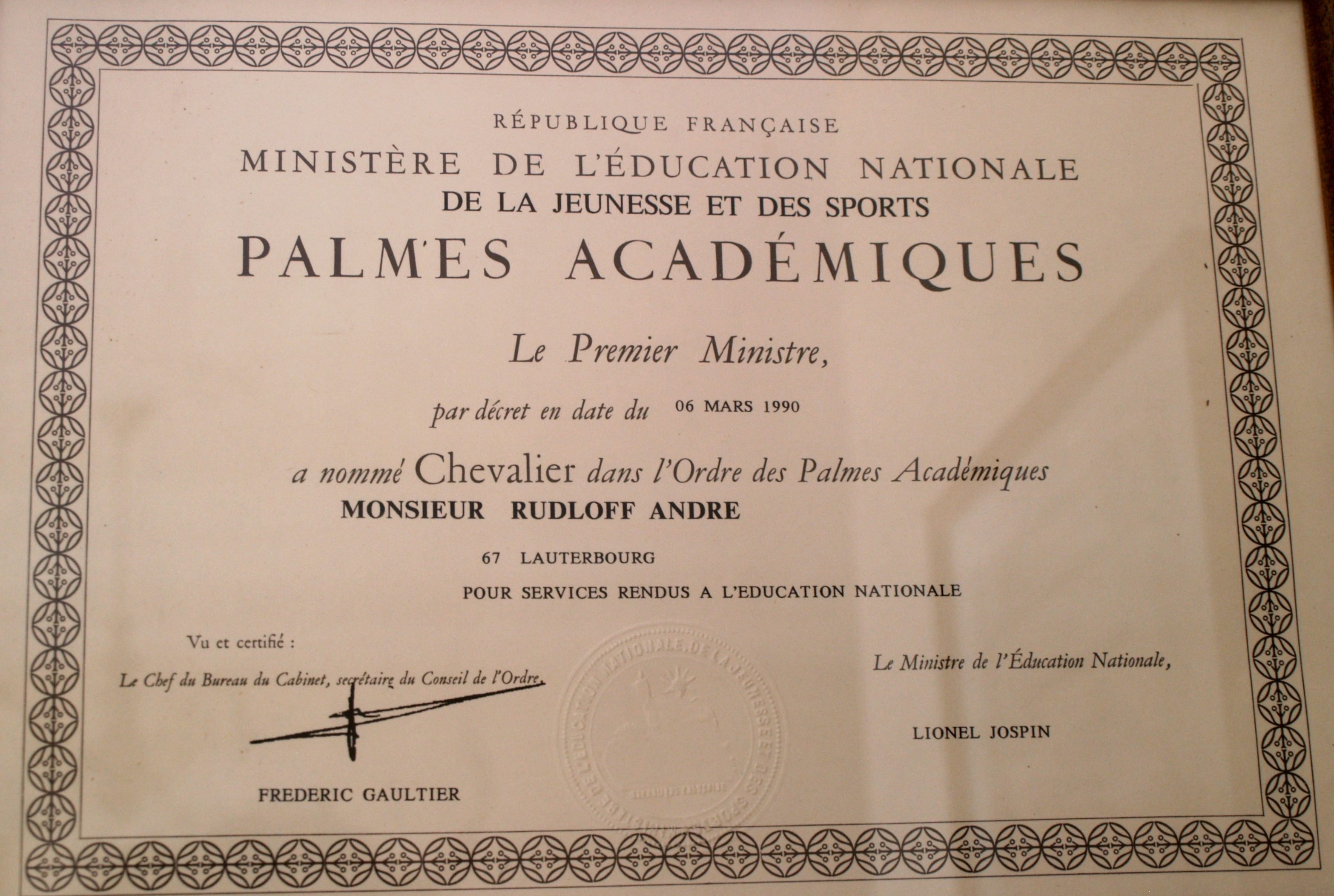
Diploma (1990)

## El Consell de l'Orde
El Consell, els membres del qual són Oficials de dret, és un ens dependent del Ministeri d'Educació nacional. El formen el ministre, o un representant seu; un membre del consell de l'Orde de la Legió d'Honor, proposat pel seu gran canceller i nomenat pel ministre; i els directors generals del ministeri. N'és secretari nat el cap de gabinet del ministre.